# Dix Infernal
Dix Infernal je první album skupiny Moi dix Mois a bylo vydáno 19. března 2003 na Manovy narozeniny. 
Album obsahuje 13 skladeb. První skladba, Dix Infernal je předehrou pro album (jsou v ní slyšet pouze zvuky na pozadí zlovolných hlasů); poslední skladba, Dix est infini je podobná leč kratší a především zakončená zvukem zavírajících se dveří. Album obsahuje i singl  Dialogue Symphonie jež zde byl, ale přejmenován na Dialogue Symphonie-x neboť byl znovu nahrán bez původního intra.
Ve dvanácti stránkovém bookletu jsou fotografie a slova k písním. Na fotografií jsou členové skupiny zachyceni ve dvou různých kostýmech: černých šatech od Moi-même-Moitié a pak bílých kostelních róbách.

První limitovaná edice obsahovala navíc 28 stránkový booklet s fotografiemi, daty koncertů a plakát.

Evropskou verzi vydal francouzsklý label Mabell. Skladby i booklet jsou stejné jako v původní běžné japonské edici. Jediným rozdílem tedy zůstává překlad brožury do angličtiny, francouzštiny a němčiny.
Skladby Tentation a Pessimiste byly znovu nahrány pro album Dixanadu v roce 2007.

## Seznam skladeb
| Pořadí         | Název                                         | Hudba          | Text           | Délka |
| -------------- | --------------------------------------------- | -------------- | -------------- | ----- |
| 1.             | Dix Infernal (Infernal Ten)                   | Mana           | Mana           | 0:42  |
| 2.             | La Dix Croix (The Ten Crosses)                | Mana           | Mana           | 5:06  |
| 3.             | Front et Baiser (Forehead Kiss)               | Mana           | Mana           | 4:30  |
| 4.             | Ange (Angel)                                  | Mana           | Mana           | 3:59  |
| 5.             | Tentation (Temptation)                        | Mana           | Mana           | 5:36  |
| 6.             | Solitude                                      | Mana           | Mana           | 3:57  |
| 7.             | Pessimiste (Pessimistic)                      | Mana           | Mana           | 3:47  |
| 8.             | Gloire dans le Silence (Glory in the Silence) | Mana           | Mana           | 3:19  |
| 9.             | L'intérieur Dix (Inside Ten)                  | Mana           |                | 0:42  |
| 10.            | Détresse (Distress)                           | Mana           | Mana           | 4:35  |
| 11.            | Priére (Prayer)                               | Mana           | Mana           | 3:34  |
| 12.            | Dialogue Symphonie (Dialogue Symphony)        | Mana           | Mana           | 4:14  |
| 13.            | Dix Est Infini (Ten Is Infinite)              | Mana           | Mana           | 0:28  |
| Celková délka: | Celková délka:                                | Celková délka: | Celková délka: | 44:48 |